# Hipersensitividade eletromagnética
Hipersensitividade eletromagnética, ou eletrosensibilidade (EHS em sua sigla inglesa),  é um conjunto de sintomas alegadamente causados por campos eletromagnéticos. Um termo mais específico na literatura médica é intolerância ambiental idiopática atribuída a campos magnéticos. Idiopático se refere ao fato de que a causa dos sintomas é desconhecida.
Apesar de os efeitos térmicos de campos eletromagnéticos no corpo já estão estabelecidos, pessoas que acreditam ter hipersensitividade eletromagnética relatam que sentem sintomas quando expostos a radiação não ionizante em intensidades muito abaixo dos níveis máximos permitidos pelos padrões internacionais de segurança radioativa.
Sintomas relatados incluem dor de cabeça, fatiga, estresse, distúrbios de sono, sintomas na pele como picadas, queimação e assadura, dor muscular e muitos outros problemas de saúde, podendo levar até à morte. Qualquer seja a causa, os sintomas de hipersensitividade eletromagnética são reais e às vezes incapacitante para a pessoa afetada. No entanto, não há fundação científica que liga tais sintomas a exposição a eletromagnetismo.
A maioria de testes de provocação observaram que pessoas que se descrevem como hipersensitivas a electromagnetismo são incapazes de distinguir entre a exposição a campos electromagnéticos reais ou falsos, e a condição não é reconhecida como uma condição real pela comunidade médica e científica. Desde uma revisão sistemática em 2005 demonstrando que não há nenhuma evidência científica que mostra uma relação entre os sintomas e a exposição a campos eletromagnéticos, vários experimentos foram publicados, cada um sugerindo que pessoas que relatam terem hipersensitividade eletromagnética são incapazes de detectar a presença de campos eletromagnéticos e são sujeitos a relatarem sintomas após uma falsa exposição a campos eletromagnéticos, sugerindo que a causa da hipersensitividade seja um efeito nocebo.